# Anna Wåhlin (konstnär)
Anna Carolina Maria Wåhlin, född 28 maj 1851 i Ingelstorps socken, Kristianstads län, död där 8 juni 1924, var en svensk målare, skulptör och konsthantverkare.
Anna Wåhlin var dotter till kyrkoherden Petter Samuel Wåhlin och Louise Adrian. Hon studerade en tid vid en konstskola i Stockholm och en kortare tid i Köpenhamn men kom att tillbringa större delen av sitt liv i Ingelstorp. I yngre år drev hon en konsthantverksskola i Köpenhamn där hon kunde räkna in den svenskfödda kronprinsessan Louise som en av sina elever. Hon blev flitigt anlitad som skulptör och restauratör av altarskåp och andra träsniderier i kyrkorna på Österlen, bland dem i Valleberga kyrka. Vid sidan av sitt konstnärliga arbete bedrev hon fornminnesforskning och studier i äldre skånsk allmogeslöjd. Wåhlin är begravd på Ingelstorps kyrkogård.